# Macrostylis bipunctatus
Macrostylis bipunctatus är en kräftdjursart som beskrevs av Menzies1962. Macrostylis bipunctatus ingår i släktet Macrostylis och familjen Macrostylidae. Inga underarter finns listade i Catalogue of Life.